# Мартин, Брайан (саночник)
Брайан Мартин (англ. Brian Martin; 19 января 1974, Пало-Алто, США) — американский саночник, выступавший за сборную США с 1994 по 2010 год. Принимал участие в четырёх зимних Олимпийских играх и выиграл две медали, бронзу игр 1998 года в Нагано и серебро игр 2002 года в Солт-Лейк-Сити — обе в парных мужских заездах. На протяжении почти всей карьеры выступал в паре с Марком Гримметтом.
Брайан Мартин является обладателем девяти медалей чемпионатов мира, в его послужном списке две серебряные награды (смешанные команды: 2004, 2005) и семь бронзовых (парные заезды: 1999, 2000, 2004, 2005, 2007, 2009; смешанные команды: 2001). Трижды выигрывал общий зачёт Кубка мира, наиболее успешными для него стали сезоны 1997—1998, 1998—1999 и 2002—2003.
Закончил карьеру профессионального спортсмена в 2010 году, сразу после Олимпийских игр в Ванкувере, официально объявив об этом 17 марта. Прежде чем заняться санным спортом, работал частным телохранителем, ныне проживает в городе Пало-Алто, в свободное время занимается сёрфингом и сноубордингом.